# Mauricio Serrahima
Mauricio Serrahima Bofill (Barcelona, 1902 - Barcelona, 1979) fue un abogado, escritor y político español.

## Biografía
Se licenció en Derecho en la Universidad de Barcelona, colaboró con el diario El Matí y fue uno de los fundadores de Unió Democràtica de Catalunya. Durante la Guerra Civil, junto con Josep Maria Trias, continuó la tarea de Lluís Vila i d'Abadal en la ayuda a los sacerdotes perseguidos en territorio republicano, y contactó con el cardenal Francisco Vidal y Barraquer.
Se exilió en 1939 al terminar la guerra, pero volvió en 1940 y fue miembro de la formación clandestina Consejo Nacional de la Democracia Catalana, una agrupación de partidos políticos creada en el interior de Cataluña en 1945. Después se dedicó a la resistencia cultural, colaboró en las revistas Ariel y Serra d'Or. También colaboró al nacimiento de la Nova Cançó y en 1977 fue nombrado senador por designación real, integrándose en el grupo parlamentario Entesa dels Catalans.
Era hijo del abogado Lluís Serrahima Camín, padre del escritor Lluís Serrahima y hermano del atleta Joan Serrahima.
Su fondo personal se encuentra depositado en el CRAI Biblioteca Pavelló de la República de la Universidad de Barcelona. Consta de documentación personal, escritos, artículos de prensa, documentos relacionados con congresos i con premios literarios, correspondencia y recortes de prensa, documentación de diferentes organizaciones políticas y culturales, octavillas, documentación diversa y documentación de Omnium Cultural.

## Obras

### Poesía
- Sonets dels temps difícils (1946)

### Narrativa
- El principi de Felip Lafont (1935)
- El seductor devot (1937)
- Petit món enfebrat (1947)
- Després (1951)
- Estimat Senyor Fiscal (1955)

### Ensayo
- Assaigs sobre la novel·la (1934)
- Joan Maragall (1938)
- Un advocat del segle XIX (1951)
- La crisi de la ficció (1965)
- Sobre llegir i escriure (1966)
- Dotze mestres (1972)
- Marcel Proust (1971)
- Realitat de Catalunya (1969) respuesta a Julián Marías
- El fet de creure (1967)
- Coneixences (1976)